# Hypidota neurias
Hypidota neurias är en fjärilsart som beskrevs av William Schaus 1904. Hypidota neurias ingår i släktet Hypidota och familjen björnspinnare. Inga underarter finns listade i Catalogue of Life.